# Oxira acetina
Oxira acetina là một loài bướm đêm trong họ Noctuidae.